# 第17師管
第17師管（だいじゅうしちしかん）は、1907年から1925年まであった日本陸軍の管区で、当時全国に18置かれた師管の一つである。岡山に司令部を置いた第17師団が管轄した。1907年の6個師団増設で設置され、1925年の宇垣軍縮で廃止された。

## 第17師団と第17師管
師管は同じ番号の師団のための徴兵と密接に結びついており、第17師団の兵士は第17師管に戸籍を持つ男子から徴集された。また、第17師管から徴兵された兵士は第17師団に入るのが原則であったが、これにはいくつか例外がある。まず、独自の師管を持たない近衛師団には、全国の師管から兵士が送られた。第17師管でのはじめての徴兵となる1908年（明治41年）を例にとると、第17師管から徴兵される現役兵は、第17師団に4857人、近衛師団に49人を配分する計画であった。さらに1915年（大正4年）に朝鮮に置かれた2個師団は、自らの師管を持たなかったので、内地の師管から兵卒を送られた。1918年（大正7年）に同様な例をとると、第17師団へ3169人、近衛師団へ86人、第20師団へ862人が配分される計画であった。
師管はまた、師団が地域防衛・治安維持に責任を負う範囲でもある。しかし、この時代には国内での反乱の可能性はなくなり、外国軍による日本本土への上陸攻撃も考えにくくなっていた。

## 区域の変遷

### 岡山県の大部分、広島県の東部、鳥取県の西部、島根県の全部 (1907 - 1917)
1907年、陸軍が6個師団を増設を決めると、明治40年軍令陸第3号（9月17日制定、18日公布、施行は後日）による陸軍管区表改定で、師管の区割りも変更された。第17師管はこのとき設けられた。区域は岡山県のうち備前国・備中国にあたる地域（美作国を除く）、広島県のうち備後国にあたる地域、鳥取県の西部2郡（西伯郡・日野郡）、そして島根県の全部の4県にまたがった。
- 第17師管（1907年9月以降 - 1924年5月6日）
  - 第33旅管
    - 福山連隊区
    - 岡山連隊区

  - 第34旅管
    - 浜田連隊区
    - 松江連隊区

### 岡山県の大部分、広島県の東部、鳥取県の西部、島根県の全部、愛媛県の一部 (1917 - 1920)
1917年、大正4年軍令陸第10号（9月13日制定、14日公布）により陸軍管区表が改定された。第10師管から岡山県美作国の久米郡を、第11師管から愛媛県の東部3郡（宇摩郡・新居郡・周桑郡）を譲られた。連隊区の間にも境界変更があったが、所属は変わらなかった。

### 岡山県の大部分、広島県の東部、鳥取県の西部、島根県の全部 (1920 - 1925)
1920年、大正9年軍令陸第10号（8月7日制定、10日施行）により陸軍管区表が改定された。愛媛県の3郡と広島県の双三郡は第5師管に譲り、第10師管から美作国のうちさらに3郡（苫田郡・勝田郡・真庭郡）を得た。これにより、美作5郡のうち英田郡を除く4郡が第17師管に属した。このときも連隊区間の境界変更があったが、所属変更や廃止などはなかった。
1924年、大正13年軍令陸第5号（5月5日制定、7日公布）による陸軍管区表改定で、旅管が廃止された。区割りは変更せず、旅管がなくなっただけである。
- 第17師管（1924年5月7日 - 1925年4月30日）
  - 福山連隊区
  - 岡山連隊区
  - 浜田連隊区
  - 松江連隊区

## 廃止
1925年の宇垣軍縮で、陸軍は4個師団を削減し、第17師団もその対象になった。大正14年軍令陸第2号（4月6日制定、8日公布、5月1日施行）で、第17師管は廃止された。旧第17師管は第10師管と第5師管によって東西に分割された。岡山県と鳥取県の部分は第10師管に、広島県の部分は第5師管になり、島根県は出雲国の東半分と隠岐島が第10師管に、それより西が第5師管になった